# Собор Святой Троицы (Аддис-Абеба)
Собо́р Свято́й Тро́ицы (на амхарском языке — Кидист Селассие) — кафедральный собор Эфиопской церкви в г. Аддис-Абебе (Эфиопия), построенный в ознаменование освобождения Эфиопии от итальянской оккупации и являющийся вторым по значимости местом поклонения в Эфиопии после храма Св. Марии Сионской в г. Аксуме.

## Чистый алтарь
Собор носит звание «Менбере Цебаот» или «Чистый алтарь». Территория храма является местом захоронения лиц, сражавшихся против итальянской оккупации или сопровождавших императора в изгнание с 1936 по 1941 год. Император Хайле Селассие I и императрица-консорт Менен Асфау похоронены в северном трансепте собора. Другие члены императорской семьи захоронены в склепе под храмом. Главный престол собора посвящён «Агайстэ Алем Кидист Селассие» (Суверенный Властитель Мира Святая Троица). Остальные два алтаря в Святая святых по бокам от главного престола посвящены Иоанну Крестителю и «Кидане Мехерет» (Богородице Завету Милосердия). В южном трансепте собора находится недавно пристроенная часовня Св. Михаила, в которой размещается табот или Ковчег Завета Св. Архангела Михаила, возвращённый Эфиопии в феврале 2002 года после его обнаружения в Эдинбурге. Эта реликвия была захвачена британскими войсками в горной крепости Мэкдэла (Magdala) в 1868 году во время военной кампании против императора Теодроса II.

## Сооружения на территории собора
Комплекс сооружений собора также включает церковь «Бале Вольд» (Праздник Бога Сына), известную также как церковь Четырёх небесных созданий (Church of the Four Heavenly Creatures). До того, как было построено здание собора, это был первоначальный монастырский храм Св. Троицы. Среди других сооружений — начальная и средняя школа, монастырь и семинария Св. троицы (Holy Trinity Theological College), музей и мемориал с останками патриотов, убитых итальянцами в Аддис-Абебе в 1937 году в ответ на покушение на жизнь фашистского вице-короля Итальянской Восточной Африки. Там же находится мемориал и захоронение чиновников императорского правительства, казнённых коммунистическим режимом Дерга. Собор Св. Троицы является кафедральным собором архиепископа Аддис-Абебы. В соборе проводится интронизация патриархов Эфиопской православной церкви и рукоположение всех епископов.

## Захоронения
В Соборе Святой Троицы находятся могилы императора Хайле Селассие, императрицы Менен Асфау, принцессы Аиды Десты и других членов императорской семьи. Недалеко от императора захоронен эфиопский писатель Цэгайе Гэбрэ Мэдхын. На церковном дворе похоронены патриарх Эфиопской православной церкви Абуна Текле Хайманот и известная английская суфражистка и активная участница борьбы с фашизмом Сильвия Панкхёрст. На кладбище Героев возле собора похоронены участники итало-эфиопской войны, среди них Мишка Бабичефф — эфиопский военный деятель и дипломат русского происхождения.

## Галерея

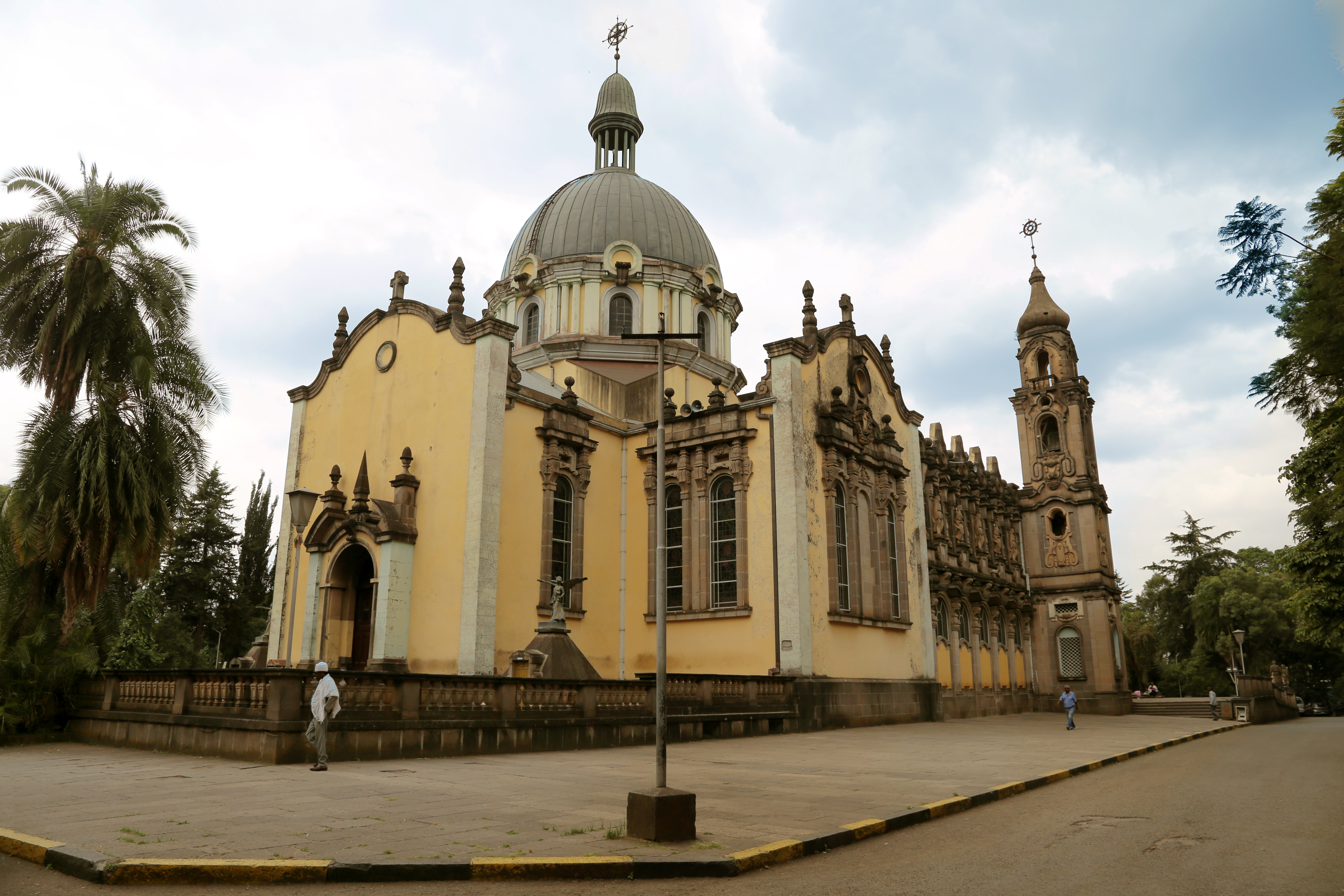
Вид на восточную часть собора
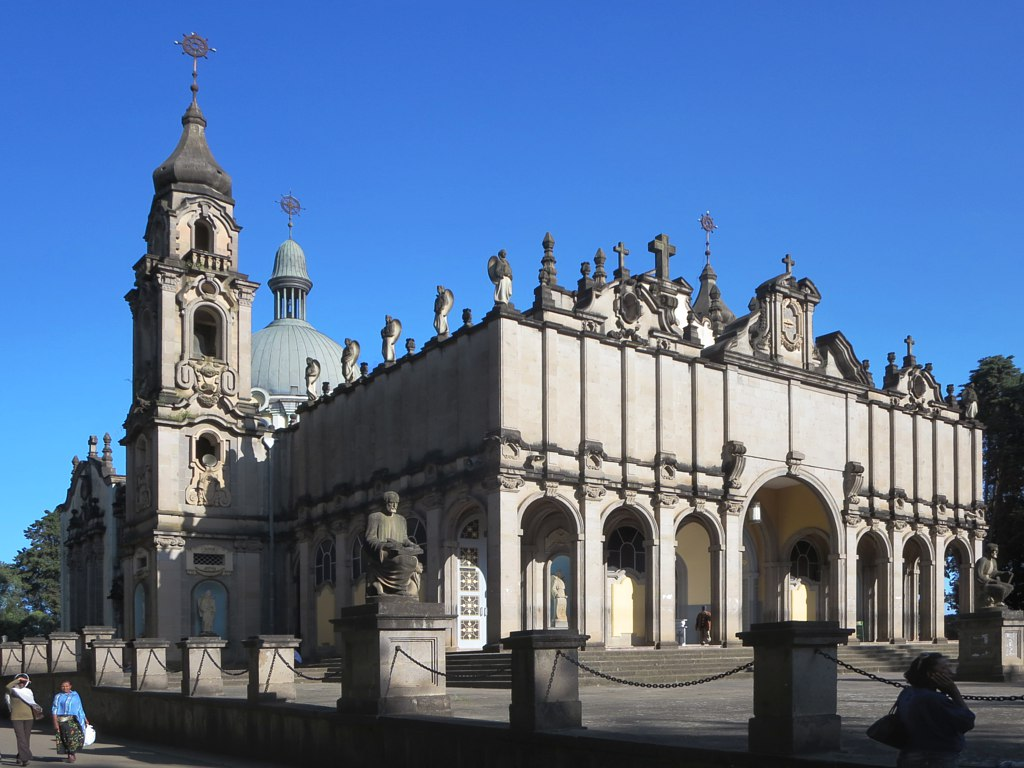
Западная часть и одна из двух колоколен собора
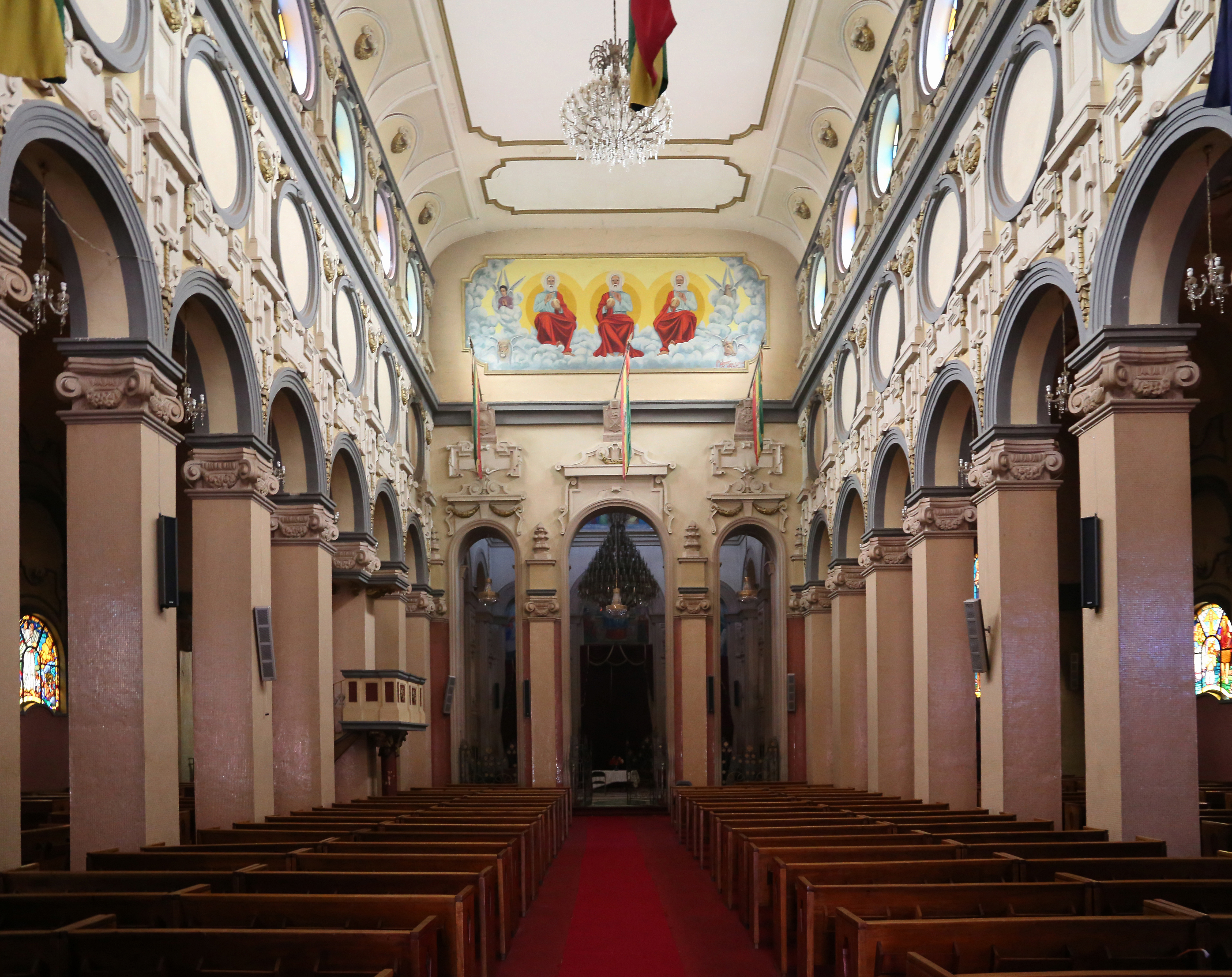
Интерьер
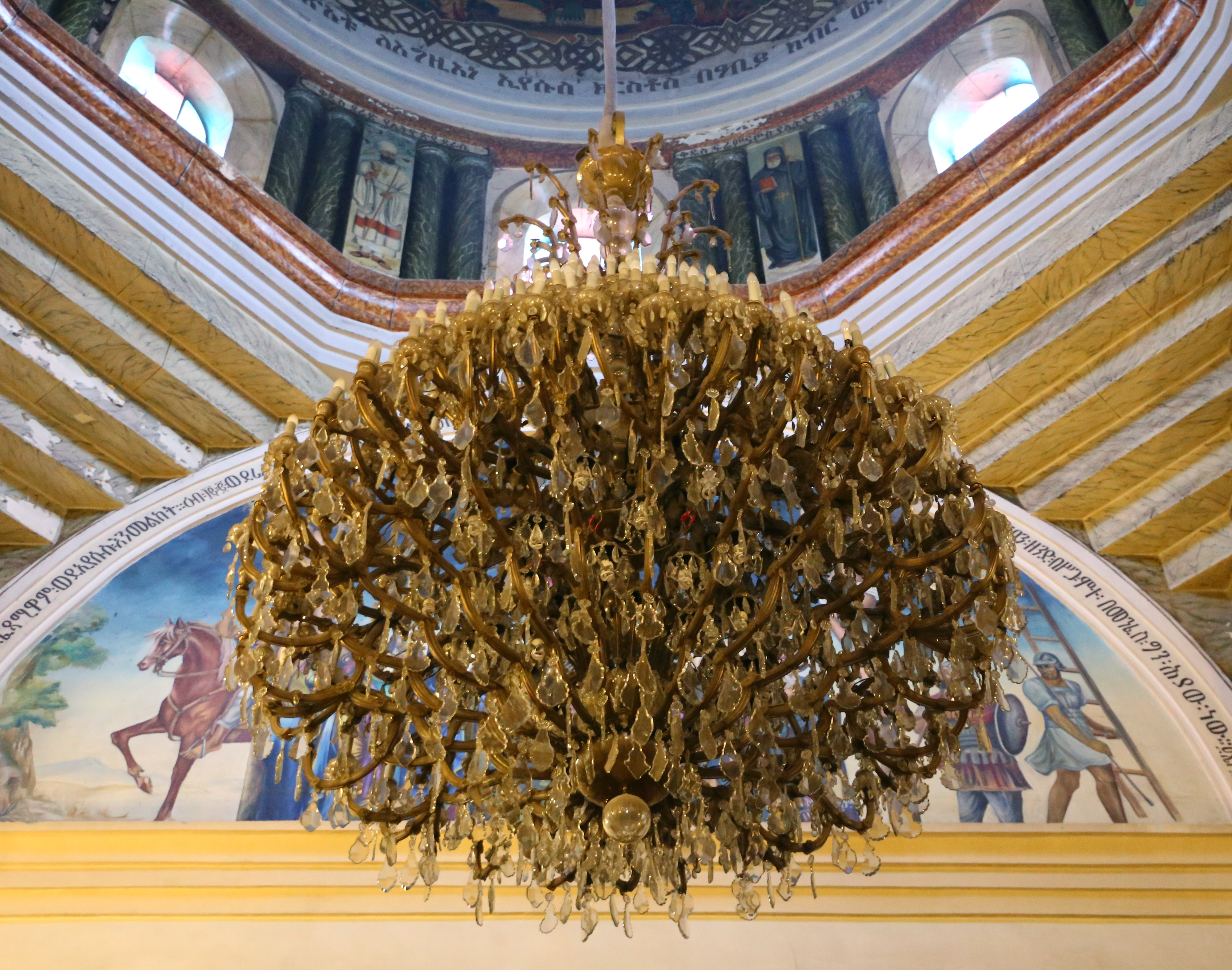
Люстра под куполом собора
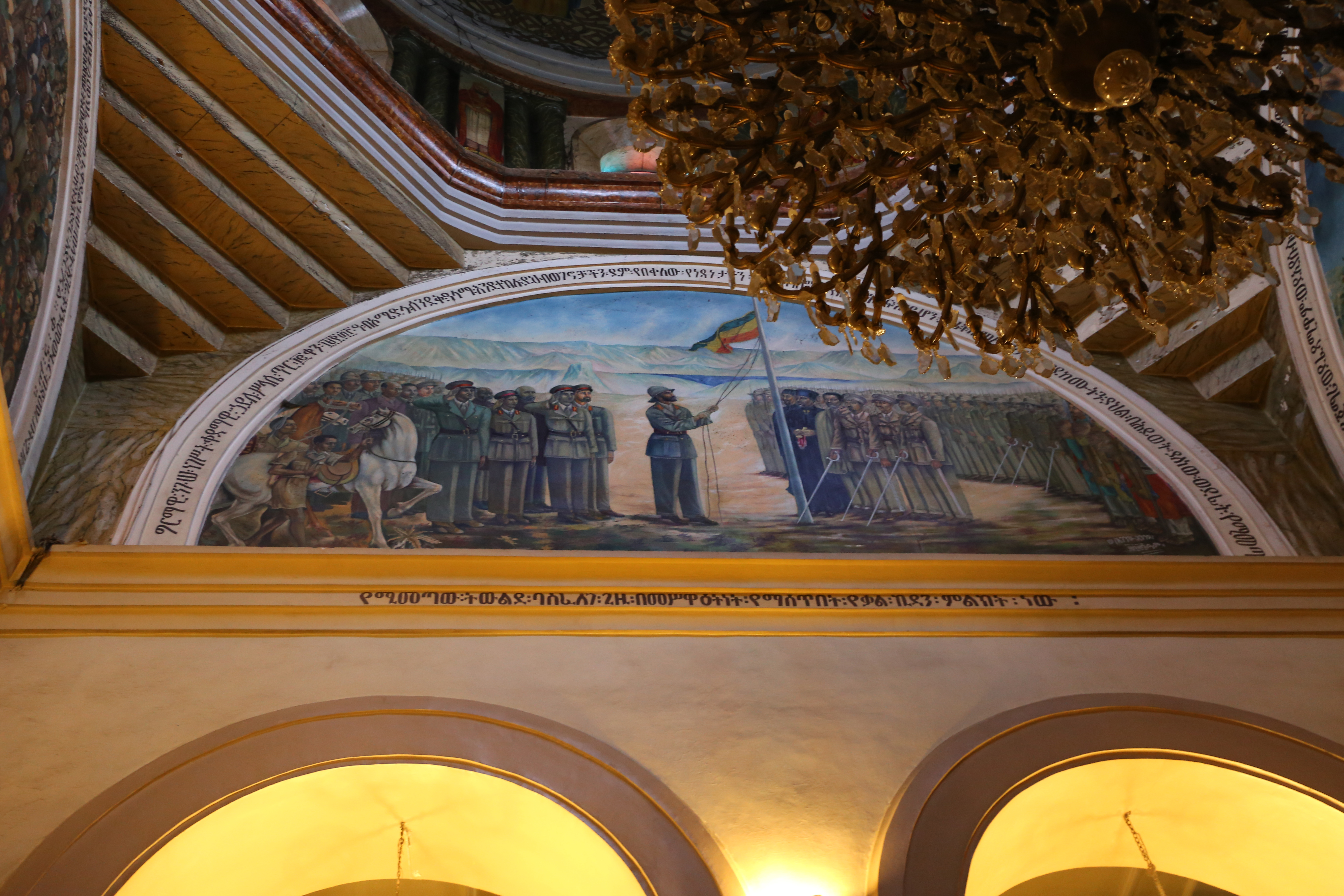
Фреска с императором  Хайле Селассие (возвращение после изгнания итальянских войск)
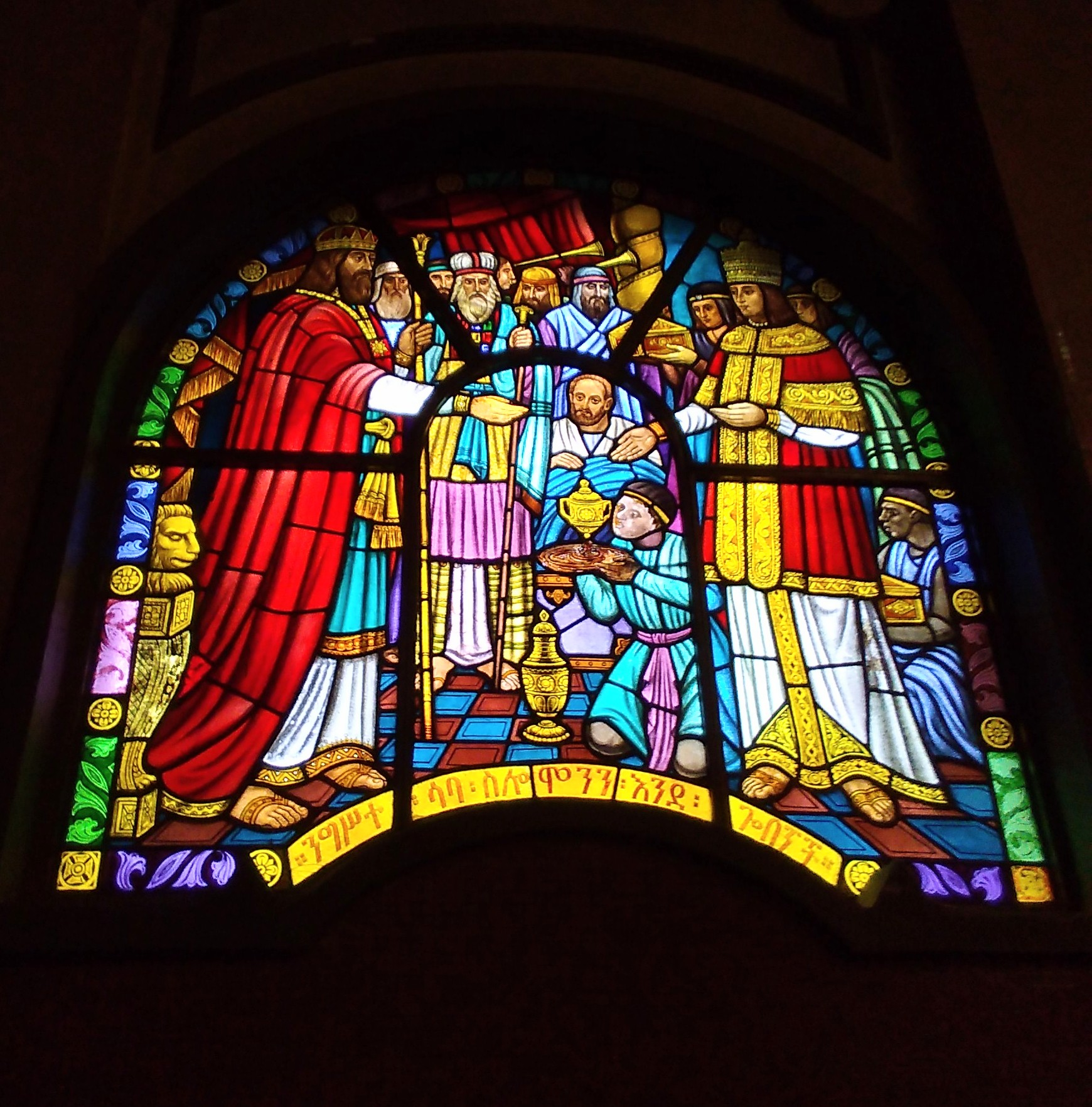
Витраж
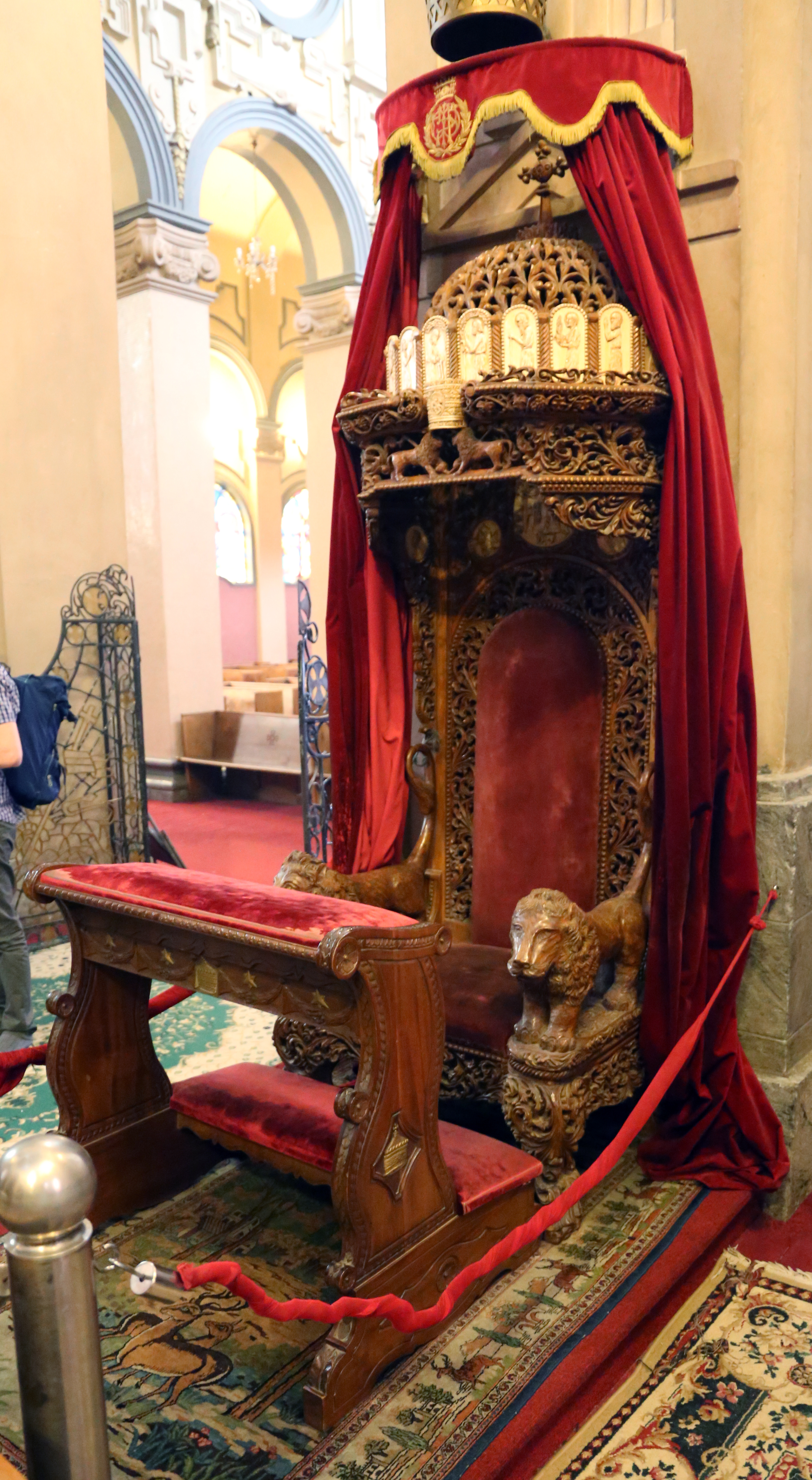
Трон Хайле Селассие